# Omladinski fudbalski klub Kikinda 1909
Lo Omladinski fudbalski klub Kikinda 1909 (in cirillico Омладински Фудбалски клуб Кикинда 1909), conosciuto semplicemente come OFK Kikinda, è una squadra di calcio di Kikinda in Voivodina (Serbia).

## Storia
Il club viene fondato nel 1909 come NAC (Nagykikindai AC), quando Kikinda è sotto l'Impero austro-ungarico, e viene inserito nel sistema calcistico ungherese. Prima del 1914 ospita varie squadre famose, per promuovere il calcio nel Banato, come il TAC di Timișoara, il SAK di Seghedino, l'HAŠK di Zagabria, il Velika Srbija di Belgrado, l'ATE di Arad, ecc.
Dopo la prima guerra mondiale Kikinda passa sotto il Regno di Jugoslavia e il club deve cambiare il nome da ungherese a slavo: in pochi anni lo fa più volte, KAK, AK Srbija e SK Sloga. Nel periodo fra le due guerre in Jugoslavia in campionato viene disputato in una prima fase a livello regionale – ogni città ha la propria sottofederazione – le cui vincitrici vanno alla fase nazionale (Državno prvenstvo). Il Srbija/Sloga è nella Velikobečkerečki loptački podsavez (sottofederazione calcistica di Veliki Bečkerek), ma non riesce mai arrivare alla fase nazionale.
Dopo la seconda guerra mondiale per tre decenni il club sta nelle categorie inferiori, nel 1976 vince la Vojvođanska liga (il torneo della Voivodina) e ottiene la promozione in 2. Savezna liga, categoria che mantiene quasi ininterrottamente fino alla dissoluzione della Jugoslavia. L'impresa più epica, curiosamente proprio nella stagione della retrocessione (con successiva promozione immediata), è stato il raggiungimento delle semifinali nella Kup Maršala Tita 1979-1980: dopo aver eliminato Slaven Koprivnica, Osijek e Leotar, la corsa si ferma a Zagabria contro la Dinamo (1–3).
Nell'estate 1992, con l'uscita delle squadre slovene, croate, bosniache e macedoni dal sistema calcistico jugoslavo, guadagna la promozione in 1. liga. Ma la gioia dura poco, alla seconda stagione si piazza terz'ultimo, perde gli spareggi contro il Loznica e retrocede. Perde ancora gli spareggi contro il Radnički Kragujevac tre anni dopo. I primi dieci anni degli anni 2000 vengono trascorsi in terza divisione, mentre attualmente milita in Vojvođanska liga Est, quarto livello nella piramide calcistica serba.

### Nomi
- 1909 : NAC (Nagykikindai AC)
- 1918 : KAK
- 1919 : AK Srbija
- 1932 : SK Sloga
- 1945 : 6. Oktobar
- 1970 : OFK Kikinda
- 2014 : OFK Kikinda 1909

## Cronistoria
| Stagione          | Campionato            | Campionato        | Campionato        | Campionato                          | Coppa            |
| Stagione          | Categoria             | Liv.              | Posizione         | Verdetti                            | Coppa            |
| ----------------- | --------------------- | ----------------- | ----------------- | ----------------------------------- | ---------------- |
| R.S.F. Jugoslavia | R.S.F. Jugoslavia     | R.S.F. Jugoslavia | R.S.F. Jugoslavia | R.S.F. Jugoslavia                   | Kup Maršala Tita |
| 1973–74           | Vojvođanska liga      | III               | 3º su 18          |                                     |                  |
| 1974–75           | Vojvođanska liga      | III               | 2º su 18          |                                     |                  |
| 1975–76           | Vojvođanska liga      | III               | 1º su 18          | Promosso                            |                  |
| 1976–77           | 2. liga Ovest         | II                | 3º su 18          |                                     |                  |
| 1977–78           | 2. liga Ovest         | II                | 3º su 18          |                                     |                  |
| 1978–79           | 2. liga Ovest         | II                | 11º su 16         |                                     |                  |
| 1979–80           | 2. liga Ovest         | II                | 12º su 16         | Retrocesso                          | Semifinali       |
| 1980–81           | Vojvođanska liga      | III               | 1º su 16          | Promosso                            |                  |
| 1981–82           | 2. liga Ovest         | II                | 6º su 16          |                                     |                  |
| 1982–83           | 2. liga Ovest         | II                | 8º su 18          |                                     |                  |
| 1983–84           | 2. liga Ovest         | II                | 9º su 18          |                                     |                  |
| 1984–85           | 2. liga Ovest         | II                | 13º su 18         |                                     | Ottavi           |
| 1985–86           | 2. liga Ovest         | II                | 8º su 18          |                                     | 16esimi          |
| 1986–87           | 2. liga Ovest         | II                | 3º su 18          |                                     | 16esimi          |
| 1987–88           | 2. liga Ovest         | II                | 4º su 18          | Ammesso alla 2. liga a girone unico |                  |
| 1988–89           | 2. liga               | II                | 4º su 20          |                                     |                  |
| 1989–90           | 2. liga               | II                | 7º su 20          |                                     |                  |
| 1990–91           | 2. liga               | II                | 5º su 19          |                                     |                  |
| 1991–92           | 2. liga               | II                | 6º su 20          | Promosso in 1. liga                 |                  |
| R.F. Jugoslavia   | R.F. Jugoslavia       | R.F. Jugoslavia   | R.F. Jugoslavia   | R.F. Jugoslavia                     | Kup Jugoslavije  |
| 1992–93           | 1. liga               | I                 | 14º su 19         |                                     |                  |
| 1993–94           | 1. liga               | I                 | 18º su 20         | Retrocede dopo spareggio            | Ottavi           |
| 1994–95           | 2. liga               | II                | 13º su 20         |                                     | 16esimi          |
| 1995–96           | 2. liga               | II                | 2º su 20          | Passa in 1. liga "B"                | 16esimi          |
| 1996–97           | 1. liga "B"           | II                | 9º su 12          | Retrocede dopo spareggi             |                  |
| 1997–98           | 2. liga Est           | III               | 6º su 18          |                                     | 16esimi          |
| 1998–99           | 2. liga Est           | II                | 10º su 18         |                                     |                  |
| 1999–00           | 2. liga Est           | II                | 17º su 18         | Retrocede                           | 16esimi          |
| 2000–01           | Srpska liga Vojvodina | III               | 3º su 18          |                                     |                  |
| 2001–02           | Srpska liga Vojvodina | III               | 4º su 18          |                                     |                  |
| 2002–03           | Srpska liga Vojvodina | III               | 4º su 18          |                                     |                  |
| 2003–04           | Srpska liga Vojvodina | III               | 7º su 18          |                                     |                  |
| 2004–05           | Srpska liga Vojvodina | III               | 13º su 18         |                                     |                  |
| 2005–06           | Srpska liga Vojvodina | III               | 15º su 18         | Retrocede                           |                  |
| Serbia            | Serbia                | Serbia            | Serbia            | Serbia                              | Kup Srbije       |
| 2006–07           | Vojvođanska liga Est  | IV                | 11º su 16         |                                     |                  |
| 2007–08           | Vojvođanska liga Est  | IV                | 1º su 16          | Promosso                            |                  |
| 2008–09           | Srpska liga Vojvodina | III               | 8º su 16          |                                     |                  |
| 2009–10           | Srpska liga Vojvodina | III               | 12º su 16         |                                     |                  |
| 2010–11           | Srpska liga Vojvodina | III               | 11º su 16         |                                     |                  |
| 2011–12           | Srpska liga Vojvodina | III               | 15º su 16         | Retrocede                           |                  |
| 2012–13           | Vojvođanska liga Est  | IV                | 7º su 16          |                                     |                  |
| 2013–14           | Vojvođanska liga Est  | IV                | 15º su 16         | Passa in Banatska zona              |                  |
| 2014–15           | Banatska zona         | IV                | 16º su 16         | Retrocede                           |                  |
| 2015–16           | PFL Zrenjanin         | V                 | 9º su 16          |                                     |                  |
| 2016–17           | PFL Zrenjanin         | V                 | 2º su 16          | Promosso                            |                  |
| 2017–18           | Vojvođanska liga Est  | IV                | 4º su 16          |                                     |                  |
| 2018–19           | Vojvođanska liga Est  | IV                | 9º su 16          |                                     |                  |
| 2019–20           | Vojvođanska liga Est  | IV                |                   |                                     |                  |

## Stadio
Il Gradski stadion (stadio cittadino) è il campo di gioco dell'OFK Kikinda. Costruito nel 1922, si trova presso il parco Staro Jezero e ha una capienza di 7 500 posti.
I tifosi più accesi sono i Vukovi (lupi) e hanno come rivali i concittadini dello ŽAK Kikinda.

## Palmarès

### Competizioni regionali
- Srpska liga Vojvodina: 3

1961-1962, 1975-1976, 1980-1981

## Allenatori
- Milutin Šoškić
- Miroslav Kozomora

## Calciatori
- Mladen Krstajić
- Dragan Žilić
- Dimitrije Injac

- Božidar Sandić
- Blagoje Paunović
- Predrag Bošnjak

- Iosif Rotariu
- Vladimir Mudrinić